# Slag om Hannuit
De Slag om Hannuit was een veldslag uit de Tweede Wereldoorlog tijdens de Achttiendaagse Veldtocht, die tussen 12 en 14 mei 1940 plaatsvond in Hannuit. Het was op dat moment de grootste tankslag ooit.